# Transport towarowy

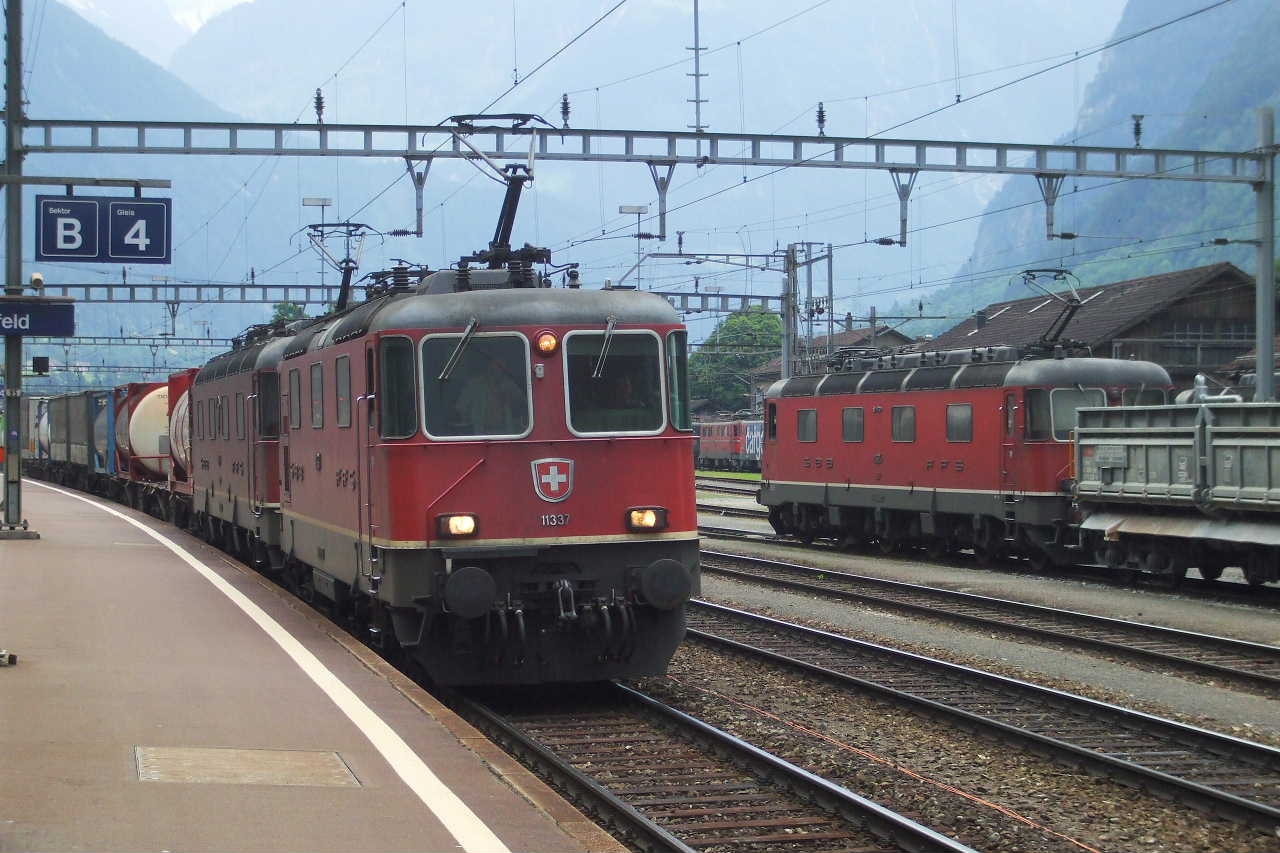
Kolejowy transport towarowy

Transport towarowy – fizyczny proces transportu towarów, dóbr materialnych, ładunków. W tym samym znaczeniu używane bywają terminy spedycja oraz logistyka, zapożyczona ze środowiska wojskowego. Transport towarów w najprostszym rozumieniu oznacza przemieszczenie ładunku i jest pojęciem elementarnym w odróżnieniu od spedycji i logistyki, które są szerszymi pojęciami obejmującymi całokształt zadań organizacyjnych. Te trzy pojęcia razem tworzą kompleksową definicję branży TSL.
Klasyfikacja środków transportu w transporcie towarowym jest analogiczny do ogólnej klasyfikacji dla transportu.
Wyróżnikiem tutaj mogą być specyficzne środki transportu stosowane tylko dla transportu określonych towarów jak na przykład transport rurociągowy (gazociągi, ropociągi).
W klasyfikacji ze względu na przedmiot przewozu stanowi antonim transportu pasażerskiego.
Do specyficznych zagadnień związanych z transportem towarowym jest transport ładunków niebezpiecznych.